# Ballongsidenört
Ballongsidenört (Gomphocarpus fruticosus) är en oleanderväxtart som ingår i släktet Gomphocarpus och familjen oleanderväxter.
Arten delas in i följande underarter:
- G. f. decipiens
- G. f. flavidus
- G. f. fruticosus
- G. f. rostratus
- G. f. setosus